# Šibeniční vrch (Lužické hory)
Šibeniční vrch je táhlý zalesněný dvojvrcholový hřbet (590 a 573 m) v nejsevernější části České republiky, v okrese Děčín, v Lužických horách, vybíhající z masívu Jedlové do údolí Lužničky k Hornímu Podluží. Nad okolní droby, ležící při lužickém zlomu, zde pronikl výlev znělce. Pod skálou na severním úpatí stála popravní šibenice města Jiřetína pod Jedlovou.
Dnes je na severním svahu asi 600 metrů dlouhá upravená lyžařská sjezdovka s převýšením 120 m s vlekem.

## Popis
Šibeniční vrch korunovaný šibenicí je zakreslen v plánu z Jiřetína a okolí z roku 1745. Je zde nazván „das Gerich“. Jak byl používám ve starší době není doloženo. Jsou známé tři rozsudky smrti, o kterých v konečné instanci rozhodoval tzv. apelační soud v Praze. První rozsudek pochází ze dne 19. prosince 1724, a týká se Cathariny Gärtnerové, která měla být popravena mečem. Pro hrdelní svatokrádežní zločin byl odsouzen Friedrich Rauch. Ortel apelačního soudu v Praze, kterému byl případ postoupen soudem v Oudolu svatého Jiří zněl, že delikvent má být kvůli svému těžkému zločinu, jiným na postrach a za příklad, jemu samému pak zasloužený trest, provazem jej od života k smrti odpraviti a potom pod šibenicí spáliti. Poslední rozsudek smrti byl vynesen z důvodu lotrovství nad Georgem Ulbrichtem. Ten byl postižen těžším koncem. Nejdříve měl být před radnicí zašit do volské kůže, v ní vláčen na popraviště, tam mu měl kat zad vyříznout pruh kůže a konečně měl být od shora dolů kolem přiveden od života k smrti, jeho tělo vpleteno do kola a tak vyzvednuto do vzduchu. Za exekuci muselo město Jiřetín pod Jedlovou zaplatit 84 tolarů, 4 groše a 7 feniků.
Při jižním úbočí je vedena červeně značená turistická trasa k rozhledně na nedaleké Jedlové.